# Johnny, reviens ! Les Rocks les plus terribles
Albums de Johnny Hallyday
Les Bras en croix
(1963) Hallelujah
(1965)
Johnny, reviens ! Les Rocks les plus terribles est le 5e album studio de Johnny Hallyday. Il sort le 10 juillet 1964.

## Musiciens
Toutes les chansons de l'album sont accompagnées par l'orchestre Joey and The Showmen

## Autour de l'album
Références originales : 
- 33 tours Philips B77803L mono[1],[2]
- 33 tours Philips 844.840 BY stéréo[1],[3]

## Réception
Selon l'édition française du magazine Rolling Stone, cet album est le 79e meilleur album de rock français. Il est également inclus dans l'ouvrage Philippe Manœuvre présente : Rock français, de Johnny à BB Brunes, 123 albums essentiels.

## Titres
| 1.  | Johnny, reviens ! (Johnny B. Goode)               | Manou Roblin (adaptation)                   | Chuck Berry                                                   | 2:24 |
| 2.  | Lucille (Lucille)                                 | Claude Pitkowski, Alain Gaunay (adaptation) | Richard Permiman, Albert Collins                              | 2:30 |
| 3.  | Au rythme et au blues (Roll Over Beethoven)       | Manou Roblin (adaptation)                   | Chuck Berry                                                   | 2:24 |
| 4.  | Tu me quittes (My Baby Left Me)                   | Ralph Bernet (adaptation)                   | Arthur Crudup                                                 | 1:59 |
| 5.  | Celui que tu préfères (Let me be your teddy bear) | Ralph Bernet (adaptation)                   | Kal Mann, Bernie Lowe                                         | 1:50 |
| 6.  | Rien que huit jours (Forty Days)                  | Manou Roblin (adaptation)                   | Chuck Berry                                                   | 2:39 |
| 7.  | Frankie et Johnny (Frankie and Johnny)            | Manou Roblin (adaptation)                   | Gene Vincent                                                  | 2:33 |
| 8.  | O Carole (Carol)                                  | Manou Roblin (adaptation)                   | Chuck Berry                                                   | 2:50 |
| 9.  | Belle (Ready Teddy)                               | Manou Roblin (adaptation)                   | John Marascalco, Robert Blackwell                             | 1:49 |
| 10. | Susie Lou (Susie Q)                               | Manou Roblin (adaptation)                   | Dale Hawkins, Stan Lewis, Eleanor Broadwater                  | 2:23 |
| 11. | Sally (Long Tall Sally)                           | Ralph Bernet (adaptation)                   | Enotris Johnson, Robert Alexander Blackwell, Richard Penniman | 1:52 |
| 12. | Oh, laisse la partir (Let's Have a Party)         | Manou Roblin (adaptation)                   | Jessie Mae Robinson (en)                                      | 2:07 |

## Classements hebdomadaires
| Classement (2000) | Meilleure position |
| ----------------- | ------------------ |
| France (SNEP)     | 31                 |